# Andreea Munteanu
Pour les articles homonymes, voir Munteanu.
Andreea Eugenia Munteanu est une gymnaste artistique roumaine, née à Bustuchin le 29 mai 1998.

## Palmarès

### Championnats d'Europe
- Sofia 2014
  -  médaille d'or au concours par équipes

- Montpellier 2015
  -  médaille d'or à la poutre
  - 8e au sol